# Maria Burska-Przybora

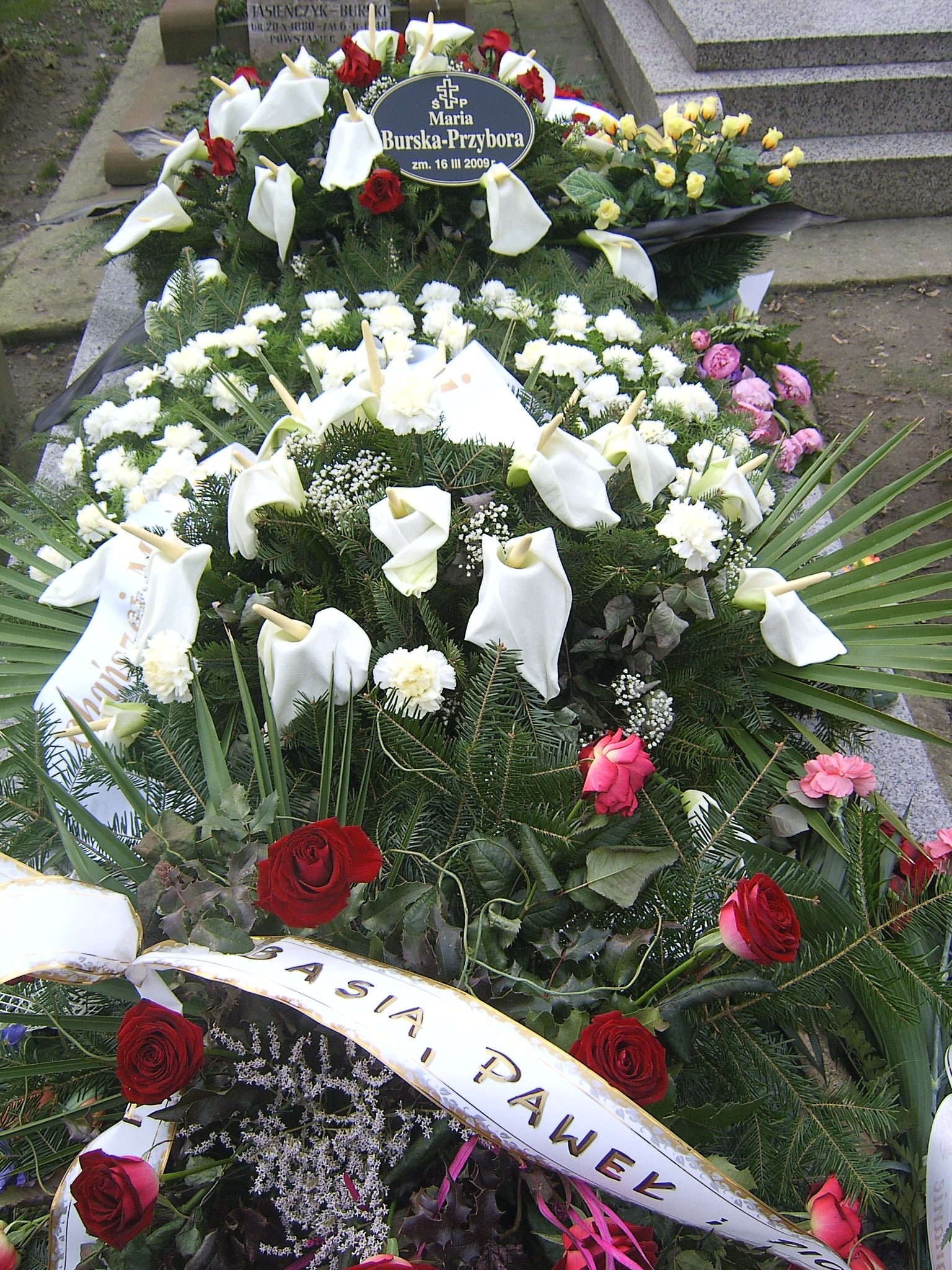
Grób Marii Burskiej-Przybory na Cmentarzu prawosławnym na Woli w Warszawie, kwatera 57

Maria Burska-Przybora (ur. 8 sierpnia 1910 w Taszkencie, zm. 16 marca 2009 w Skolimowie) – polska śpiewaczka, sopran liryczny, społecznica.

## Życiorys
Jej rodzicami byli Andrzej Burski herbu Jasieńczyk i Teodozja z d. Czurbanowa – Rosjanka. Babka Czirbułajewa była tatarską księżniczką. Pierwsza żona Jeremiego Przybory, ich dziecko to Marta Przybora.
Naukę śpiewu pobierała prywatnie u prof. Grzegorza Orłowa, kurs u Schillera. W latach 1935–1945 tworzyła z siostrami, Zofią i Haliną, trio „Siostry Burskie”. Zagrała razem z nimi w filmie Mały marynarz (1936).
W latach: 1956–1960 prowadziła Klub Kobiet Stolicy, 1960–1965 Klub Trudnej Młodzieży, 1965–1972 Towarzystwo Przyjaciół Dzieci, od 1972 Klub Poetek, przy Zarządzie Głównym Ligi Kobiet Polskich. Odznaczona Orderem Odrodzenia Polski, Złotym i Srebrnym Krzyżem Zasługi, Złotą i Srebrną Syrenką, Medalem im. dr. Henryka Jordana; Zasłużony Działacz Towarzystwa Przyjaciół Dzieci.